# Lampl und Fuchs
Lampl und Fuchs, též Lampl a Fuchs, byla pražská projekční a stavební firma působící ve 20. letech 20. století. Jejími zakladateli a majiteli byli Viktor Lampl a Otto Fuchs. Společnost se věnovala tvorbě obytných i administrativních budov. Stylově obsáhla art déco, expresionismus, konstruktivismus. Kromě vlastních návrhů forma prováděla také adaptace starších objektů. 

## Realizace
- Kubistický dům v Polské 56/58, Praha - Vinohrady (1921 - 22) Jedná se o dvojdům s pozdně kubistickým průčelím a nápadným portálem.[2]

- Administrativní palác v Jungmannově 21, Praha - Nové Město (1922) Budova má nápadnou stupňovitou fasádu.[1] Firma Lampl und Fuchs prováděla v roce 1922 dostavbu již existujícího objektu o třetí patro a provedla také na fasádě nové dekorace ve stylu art déco.[3] (V dubnu 2016 započaly na domě rekonstrukční práce, které zachovaly pouze fasádu směrem do Jungmannovy ulice - zbytek domu byl zcela přestavěn. Od roku 2017 nově otevřený dům nese název Rosetta Palace.)[4]

- Nárožní dům v Nekázance, čp. 876/II, Praha - Nové Město Budova v konstruktivistickém stylu.[1]

- Vila Bubenečská 731/59, Praha - Bubeneč (1928 - 29) Vilu ve stylu modernismu navrhl vídeňský architekt Rudolf Eisler, společnost Lampl und Fuchs pak zajistila stavební realizaci.[5]

- Palác Dlážděná 4, Praha - Nové Město K novorenesančnímu paláci navrženému Václavem Sigmundem na konci 19. století navrhla společnost Lampl und Fuchs ve 20. letech 20. století přístavbu dalšího patra.[6]

- Krakovská 13, Praha - Nové Město V září roku 1922 navrhla firma Lampl und Fuchs přístavbu dvou nových podlaží. Objekt je dnes (2019) znám jako Villa Apus.[7]

- Rodinný dům Na Výsluní 8/10, Praha - Strašnice (1927)[1]

## Galerie

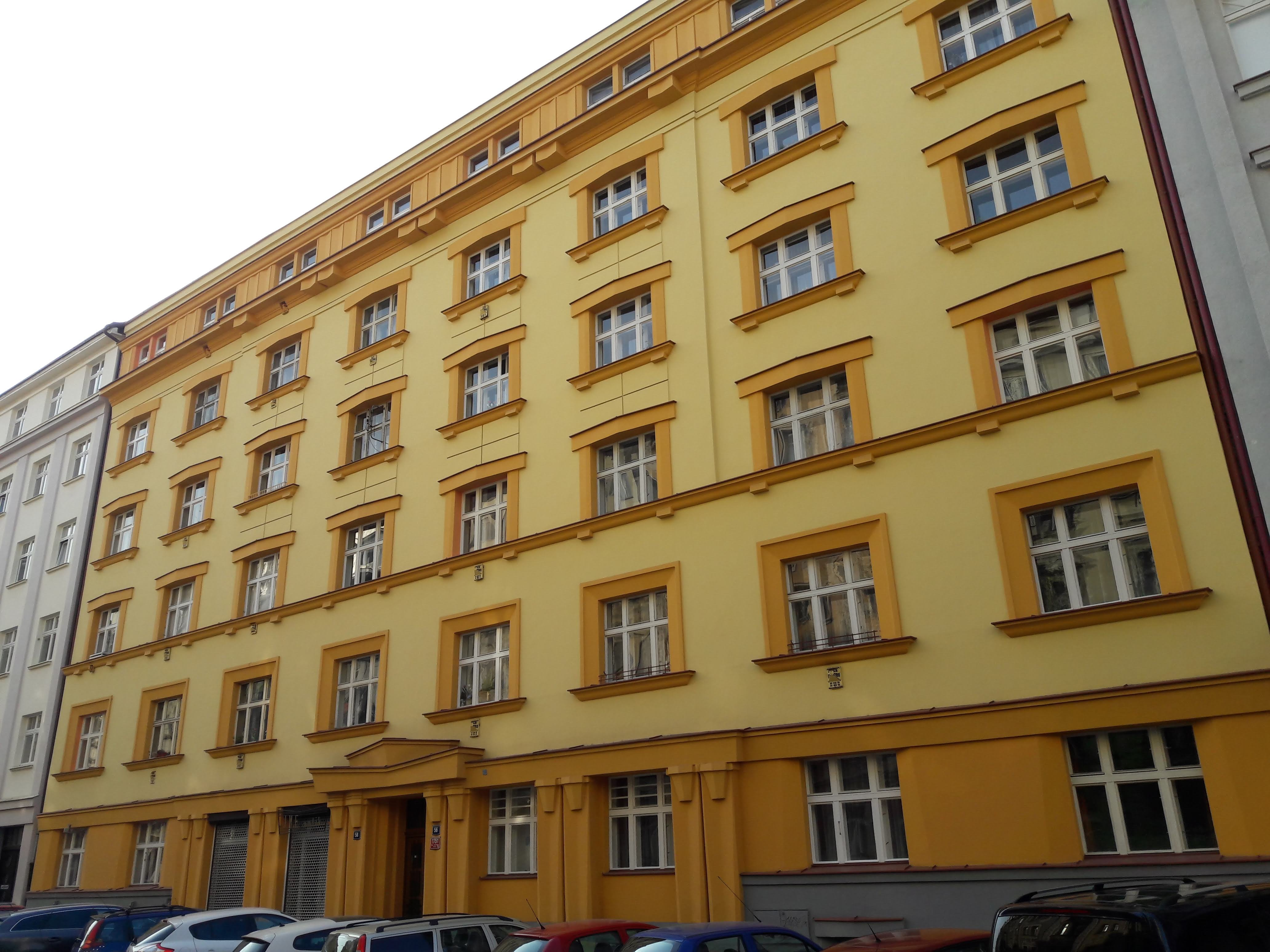
Kubistický dům v Polské
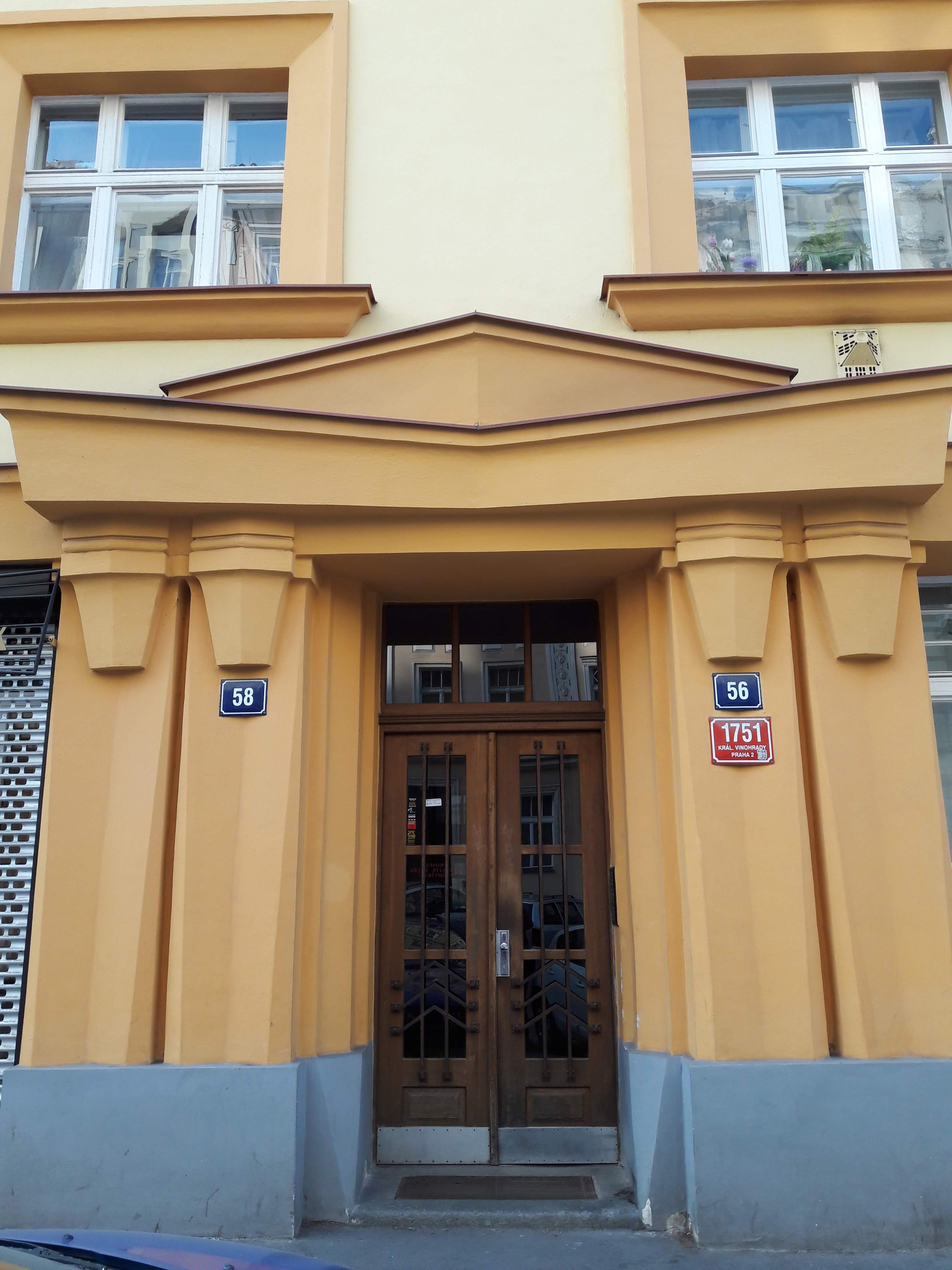
Portál kubistického domu v Polské
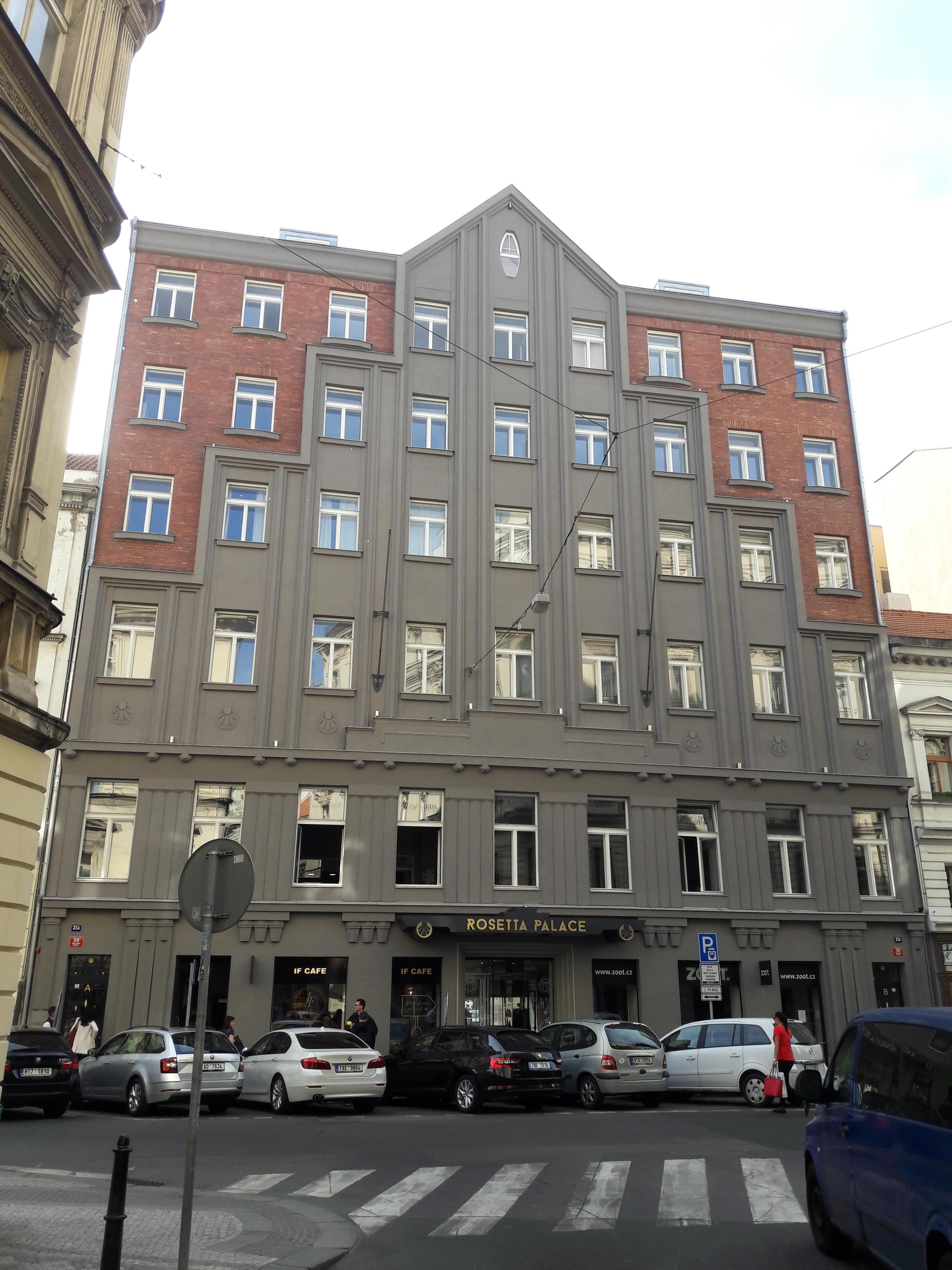
Administrativní budova v Jungmannově v Praze (Palace Rosetta)
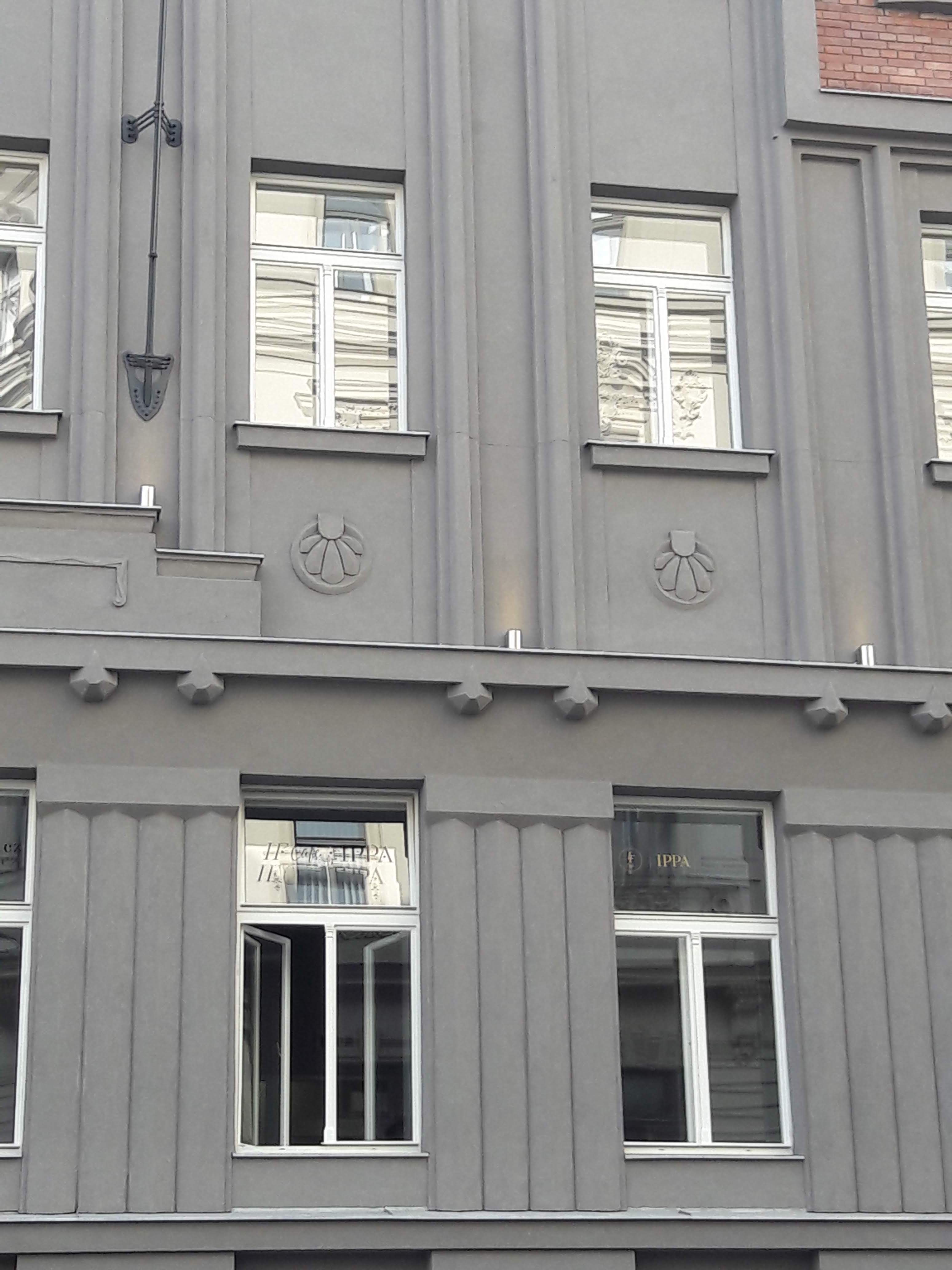
Ozdobné detaily fasády na budově v Jungmannově
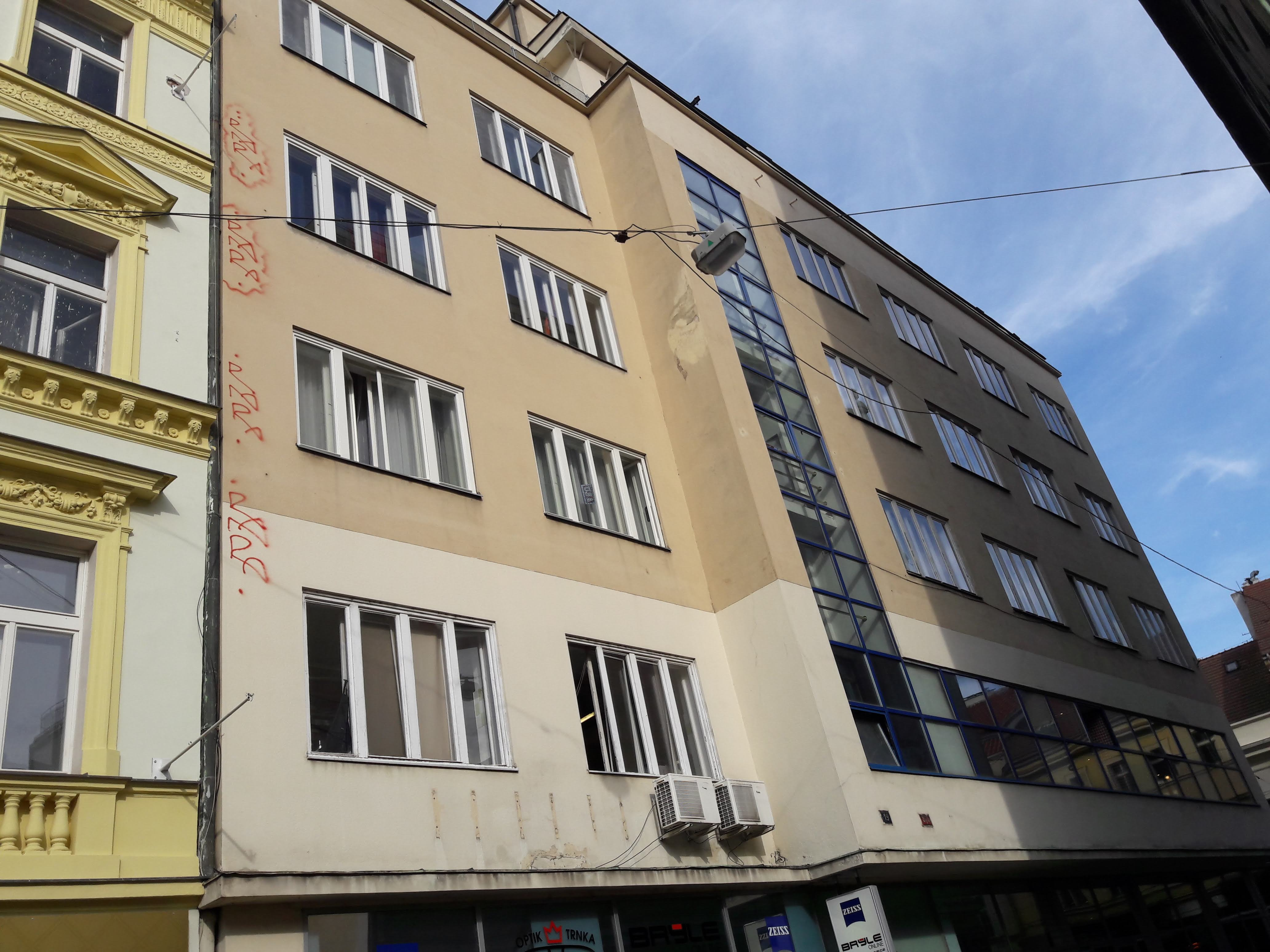
Konstruktivistický dům v Nekázance v Praze
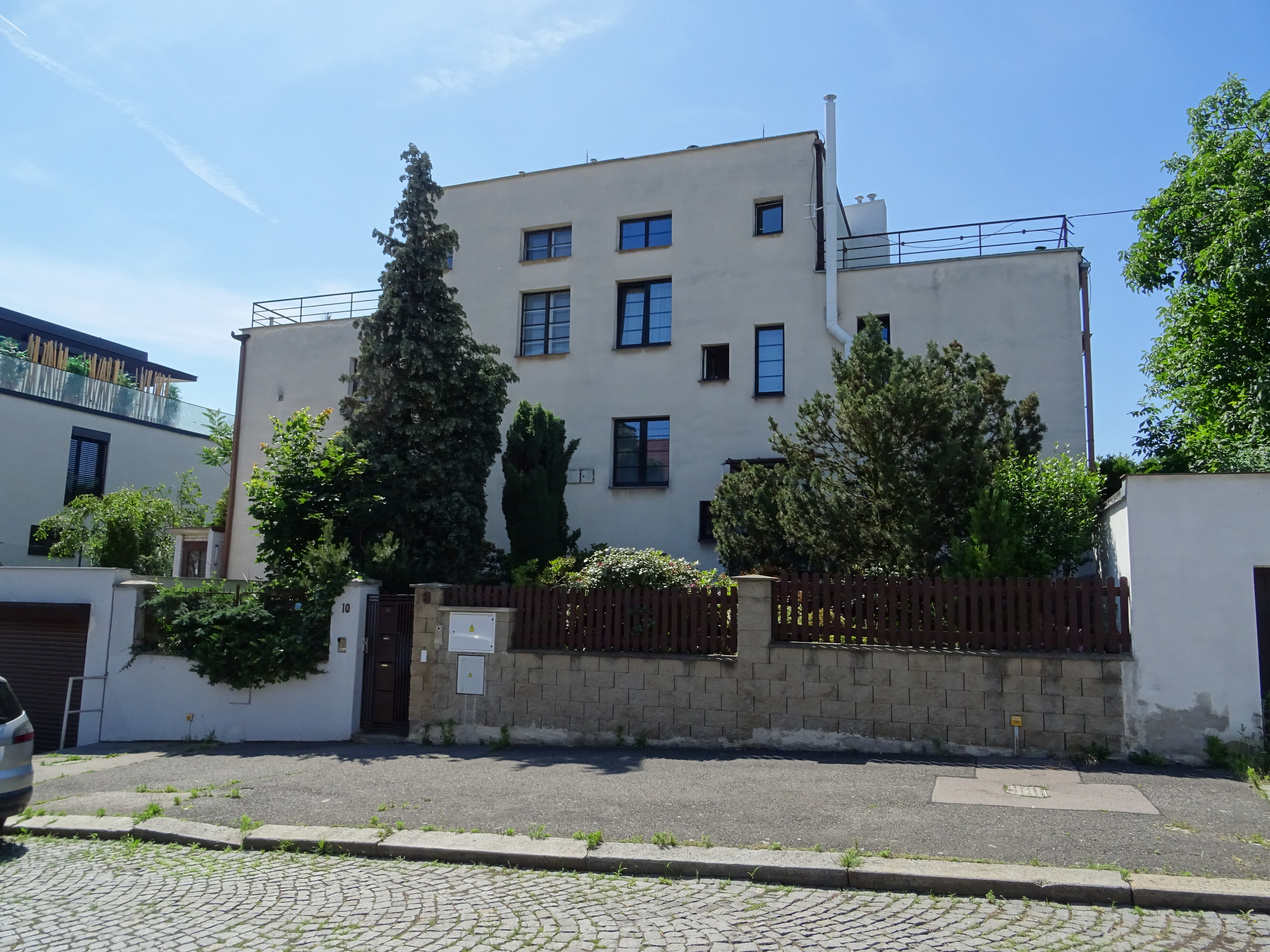
Rodinný dvojdům Na Výsluní 8/10, Praha - Strašnice